# Paolo Robotti
Paolo Robotti (Solero, 27 aprile 1901 – Roma, 5 agosto 1982) è stato un politico italiano, attivista del PCI.

## Biografia
Nato in provincia di Alessandria da una famiglia operaia, si trasferì coi genitori a Torino nel 1913 dove, al termine del periodo scolastico, svolse lo stesso mestiere del padre. A sedici anni si iscrisse al PSI venendo nominato segretario del comitato regionale della Federazione Giovanile Socialista; sempre nel 1917 fu assunto alle officine ferroviarie, ma venne licenziato pochi mesi dopo per aver partecipato ad uno sciopero generale e trovò lavoro presso la Camera del Lavoro.
Arruolato nell'esercito nel 1920 e stanziato prima a Merano e poi in Libia, aderì poco dopo al Partito Comunista d'Italia e venne condannato a otto mesi di carcere per propaganda comunista tra i commilitoni. Uscito di galera, sfuggì fortunosamente alla strage di Torino e ricostruì la sezione del partito di Gramsci nel capoluogo piemontese; tuttavia, sentitosi in pericolo di vita e colpito da un mandato di cattura, si recò in esilio volontario in Francia nel 1923 insieme alla moglie Elena Montagnana (sorella di Rita e cognata, così come Robotti stesso, di Palmiro Togliatti).
Mentre si trovava a Lione venne contattato da una cooperativa sovietica che gli offrì un posto di lavoro a Genova: sentendosi sufficientemente protetto dal nuovo mestiere, tornò in Italia nel 1925 ma venne lo stesso arrestato e condannato a due anni di carcere per attività sovversiva e rinchiuso nel carcere di Marassi. Nel 1928 andò in Svizzera, poi si recò a Parigi e successivamente in Belgio dove lavorò come giornalista per una testata legata al Partito Comunista del Belgio, Il Riscatto; ritornò in Francia nel 1930 e dopo un altro periodo in galera, sempre per reati ideologici, emigrò in Unione Sovietica.
A Mosca venne nominato presidente della sezione italiana e poi di quella internazionale del Club degli emigrati politici di Mosca, lavorò come operaio in un'officina e nel 1933 prese la cittadinanza sovietica. L'8 marzo 1938 fu arrestato con l'accusa di attività provocatoria e di spionaggio e imprigionato nel carcere Taganka di Mosca, dove rimase fino al 4 settembre 1939; fu poi assolto e tornò dunque in fabbrica.
Una volta assolto da ogni imputazione, riprese il lavoro in fabbrica dirigendo, nell'inverno 1941, il trasferimento di uomini e macchinari in Siberia. Nel 1942 iniziò a frequentare la scuola del Komintern e nel maggio 1943 fu destinato alla prima scuola antifascista per prigionieri di guerra nei pressi di Vladimir. Negli ultimi anni della seconda guerra mondiale fu prima collaboratore e poi direttore de L'Alba, il quotidiano di riferimento dei prigionieri politici italiani in URSS.
Nel gennaio del 1947 tornò definitivamente in Italia, dove ricevette vari incarichi dal Partito Comunista Italiano: tra il luglio del 1948 ed il novembre del 1949 fu vicesegretario regionale del PCI insieme a Girolamo Li Causi, nel 1950 divenne viceresponsabile della commissione centrale stampa e propaganda diretta da Gian Carlo Pajetta, nel 1955 venne nominato viceresponsabile della sezione esteri del PCI e nel 1956 fu incluso nella commissione preparatoria del nuovo progetto di statuto del partito, in vista dell'VIII Congresso.
Dopo la morte del cognato Togliatti (1964), si dedicò più alla scrittura che all'attività politica, pubblicato vari articoli su l'Unità e Rinascita e scrivendo tre libri, in gran parte autobiografici: La prova (1965, sull'esperienza in Unione Sovietica), Il gigante ha cinquant'anni (1973, sulla storia dell'URSS) e Scelto dalla vita (1980, sui principali avvenimenti della sua esistenza). Il "fondo Paolo Robotti", ossia la raccolta di tutti gli scritti e i componimenti autografi da lui realizzati, è stato interamente versato alla Fondazione Gramsci nel 1996.

## Opere principali
- Nell'Unione Sovietica si vive così, 2 voll., Roma, Edizioni di cultura sociale, 1950-1952
- (con Giovanni Germanetto), Trent'anni di lotte dei comunisti italiani, 1921-1951, Roma, Edizioni di cultura sociale, 1952
- La prova, Bari, Leonardo da Vinci, 1965
- Il gigante ha 50 anni, Roma, Napoleone, 1973, prefazione di Ambrogio Donini
- Scelto dalla vita. Gli incontri, gli scontri e la lotta dalla fondazione del Pci. Le memorie di un rivoluzionario professionale, Roma, Napoleone, 1980